# Wilhelm Böhmer (historyk)
Wilhelm Böhmer, właśc. Heinrich Wilhelm Ludwig Böhmer (ur. 30 listopada 1791 w Szczecinie, zm. 27 lutego 1842 tamże) – niemiecki nauczyciel i historyk, badacz historii Pomorza.

## Życiorys
Do 1810 roku Böhmer uczęszczał do Ratslyzeum w Szczecinie, następnie studiował na Uniwersytecie we Frankfurcie nad Odrą oraz na Uniwersytecie Fryderyka Wilhelma w Berlinie.
W 1813 jako ochotnik walczył przeciwko Napoleonowi i brał udział w bitwach pod Großgörschen, pod Budziszynem, pod Dreznem oraz pod Lipskiem. Na własną prośbę przeniesiony do pułku piechoty. Został ranny pod Antwerpią w styczniu 1814 roku i wycofany ze służby wojskowej. Odznaczono go Krzyżem Żelaznym. Ukończył studia teologiczne w Berlinie i przez krótki czas pracował tamtejszym w gimnazjum.
W 1817 został nauczycielem Pedagogium w rodzinnym Szczecinie, którą to funkcję sprawował do śmierci. W 1824 zdobył tytuł doktora filologii na Uniwersytecie w Greifswaldzie, a w 1826 otrzymał tytuł profesora gimnazjum. Oferowano mu urzędy pastora ewangelickiego w Rzymie oraz dyrektora gimnazjum, jednak za każdym razem odmawiał.
Böhmer badał historię Pomorza, był aktywnym członkiem powstałego w 1824 Pomorskiego Towarzystwa Historyczno-Archeologicznego (Gesellschaft für pommersche Geschichte und Altertumskunde). Publikował w wydawanych przez towarzystwo czasopismach „Baltische Studien” oraz „Neue Pommersche Provinzialblätter”. W 1831 opracował Zbiór gwar dolnoniemieckich na Pomorzu (Sammlung der Niederdeutschen Mundarten in Pommern. Przełomowe okazały się badania Böhmera nad pomorskim kronikarzem Thomasem Kantzowem. Jego wydanie Kroniki Pomorza w gwarze dolnoniemieckiej (Chronik von Pommern in Niederdeutscher Mundart) Kantzowa z 1835 r. wznowiono w 1973.

## Życie prywatne
Böhmer poślubił w 1824 roku Ernestinę Giesebrecht (ur. 1796, zm. 1861). Nawiązał kontakt z jej licznymi krewnymi; jego szwagrami stali się Ludwig Giesebrecht i Karl Friedrich Wilhelm Hasselbach, z którymi wykładał w Pedagogium.
Małżonkowie doczekali się córki oraz dwóch synów. Jeden z nich, Eduardem Böhmerem (ur. 1827, zm. 1906), został profesorem na Uniwersytecie w Strasburgu.

## Pisma
- De Pommeranorum historia litteraria, 1824 (rozprawa).
- Die Belagerungen Stettins seit Anfang des 12. Jahrhunderts, Szczecin 1832.
- Thomas Kantzow’s Chronik von Pommern in Niederdeutscher Mundart. Friedrich Heinrich Morin, Szczecin 1835. (Przedruk: Sändig, Walluf bei Wiesbaden 1973, ISBN 3-500-28260-1).
- Übersicht der Allgemeinen Chroniken Pommerns seit Kantzow „Baltische Studien” 1835.